# Dorfkirche Burghagen

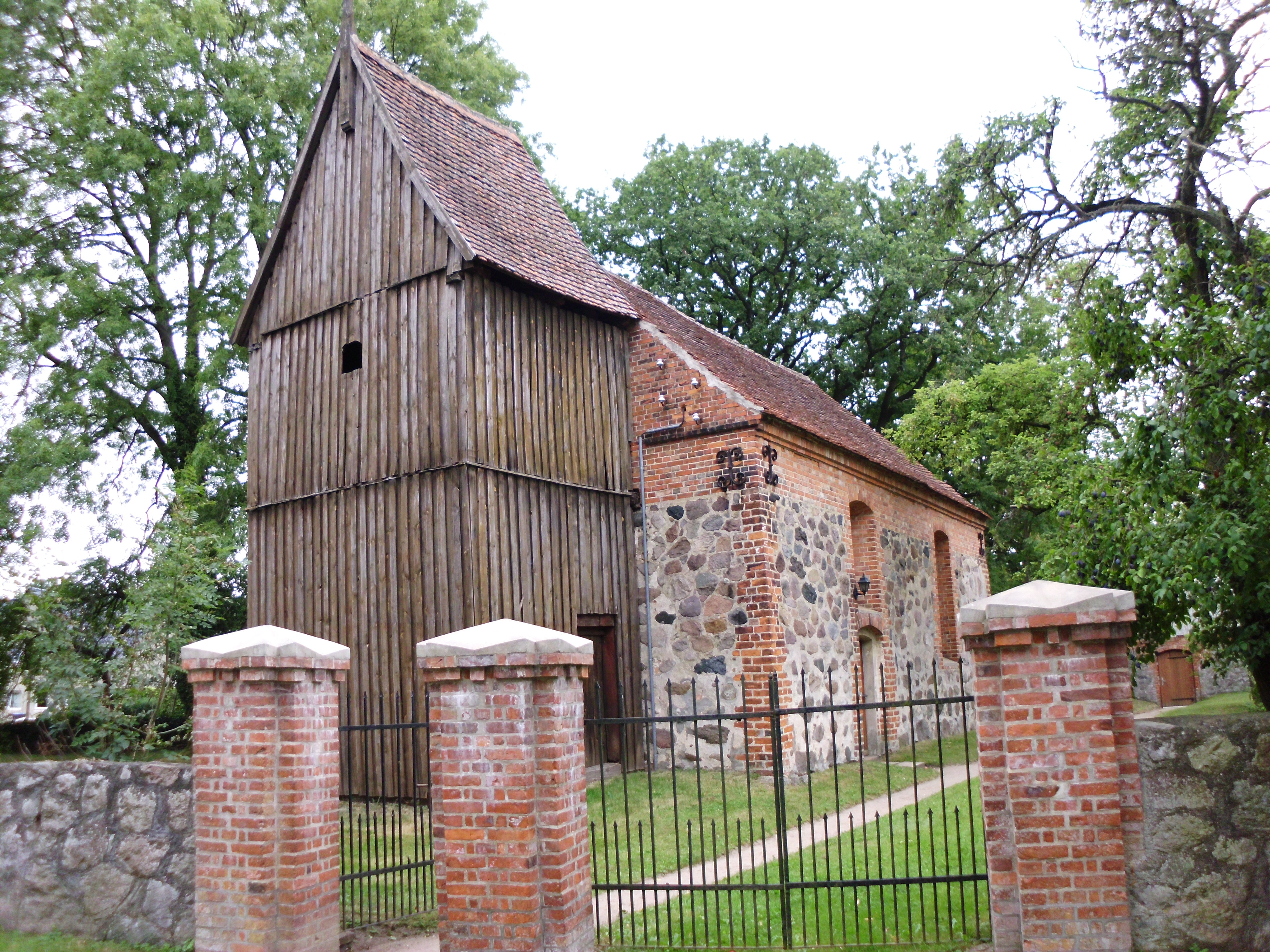
Dorfkirche Burghagen

Die evangelische, denkmalgeschützte Dorfkirche Burghagen steht in Burghagen, einem Gemeindeteil im Ortsteil Kleinow in Plattenburg, einer amtsfreien Gemeinde im Landkreis Prignitz von Brandenburg. Die Kirchengemeinde gehört zum Pfarrsprengel Uenze-Rosenhagen-Krampfer im Kirchenkreis Prignitz der Evangelischen Kirche Berlin-Brandenburg-schlesische Oberlausitz.

## Architektur und Ausstattung
Das Langhaus der spätgotischen Saalkirche ist in Mischmauerwerk aus Feldsteinen und Backsteinen erbaut. Es ist mit einem Satteldach bedeckt. Der verbretterte Kirchturm im Westen wurde 1679 angebaut. 
Der Innenraum ist mit einem Sparrendach überspannt, das mit Brettern verkleidet ist. Zur Kirchenausstattung gehört ein Kanzelaltar von 1723, der vor der Empore im Osten steht. Auf der Empore im Westen steht die Orgel.

## Orgel
Die Orgel mit sechs Registern auf zwei Manualen und Pedal wurde 1888 von Albert Hollenbach aus Neuruppin gebaut. 1891 wurde sie von Rudolf Piper aus Perleberg und 1997 von der Orgelbauwerkstatt Ekkehart Groß & Johannes Soldan aus Waditz instand gesetzt. Die 1917 abgegebenen Prospektpfeifen wurden später in Zink ersetzt. Die Disposition lautet:
| I Manual C–f3 |           |    |
| 1.            | Prinzipal | 8′ |
| 2.            | Gedackt   | 8′ |
| 3.            | Fugara    | 4′ |

| II Manual C–f3 |            |    |
| 4.             | Salicional | 8′ |
| 5.             | Flöte      | 8′ |

| Pedal C–d1 |        |     |
| 6.         | Subbaß | 16′ |

- Koppeln: II/I, I/P
- Traktur: mechanische Schleifladen